# 大柳館
大柳館（おおやぎやかた、だいりゅうかん）は、千葉県長生郡睦沢町北山田にあった日本の城。

## 概要
大柳館の所在については、「房総逸史」「上総国誌」などの記録から、睦沢町大八木字表台の安養寺付近とされてきた。しかし、睦沢村史編さん室に提出された天正18年の「北山田郷水帳」に「ふきら前、青柳、城の下、こやの谷、沼田」などの地名が記載されていることから、同室で調査した結果、同町北山田の台地に所在していたことが浮かび上がってきた。
「千葉伝考記」には、「二男常家をして上総国長柄郡一ノ宮大柳城に居らしめ上総介に任ず」というくだりがあり、大柳館が上総広常まで代々の上総氏居城だったと考える向きもある。しかし、広常の居城にまつわる伝承地は多く、高藤山城、布施殿台城とともにその1つに過ぎない。
上総広常が誅殺されると、その所領の多くは千葉常胤が拝領した。常胤の子・胤正の次男である常秀は、建保元年（1213年）ころ、大柳館に入ったと言われている。常秀の子・秀胤は、宝治元年（1247年）6月の宝治合戦の際、三浦泰村の妹を妻にしていたため巻き添えとなり、千葉氏一族の大須賀胤氏・東胤行らに大柳館を攻め込まれた。秀胤は館内に薪炭を積み重ね、これに火を放って、ついには自身も火中に身を投じて自害したという。
秀胤には美人のいいなずけがおり、死後もいいなずけに会いたくて閻魔王のところへ行ったところ、「この御札を授けるので、それに符合する札を持つものが尋ねるいいなずけである」といわれ、早速地獄に行って探し当てたという伝説がある。
宝治合戦の後、大柳館は廃城となっている。

## 構造
北山田の台地下に「史跡大柳館址」の標柱があり、そこから道を上がると三之宮神社がある。その周辺に土塁などの遺構が残る。
台地上は、富喜楽古墳群の分布地となっているが、その中心的な古墳と思われる前方後円墳の西側に大きな郭がある。その北西に、次いで大きな郭があり、ほぼ平坦である。東側の台地下は、道路に沿って堀状の溝が回っており、館跡の存在を示しているのかもしれない。

## アクセス
- JR外房線茂原駅から小湊バス 上市場下車 徒歩15分